# David Marshall
David James Marshall (Glasgow, 5 marzo 1985) è un ex calciatore scozzese, di ruolo portiere.

## Carriera

### Club

#### Celtic
Marshall proviene dal vivaio del Celtic. Una delle sue prime partite in prima squadra fu quella del 25 marzo 2004 in Coppa UEFA, quando giocò al posto dello squalificato Rab Douglas. In quella occasione Marshall si comportò brillantemente, contribuendo in maniera decisiva al passaggio del turno della propria squadra, a spese del ben più quotato Barcellona. Tuttavia, la sua carriera al Celtic ha fatto segnare una considerevole flessione sotto la gestione di Gordon Strachan. Nelle prime due partite, infatti, Marshall subì nove gol, di cui cinque contro l'Artmedia Bratislava e quattro contro il Motherwell. Con l'arrivo in squadra di Artur Boruc, Marshall fu relegato in panchina per 18 mesi, fino al prestito al Norwich City.
Tuttavia, durante la stagione 2006-2007, Marshall è stato nuovamente relegato in panchina a causa di un infortunio alla caviglia patito durante un incontro di FA Cup contro il Chelsea. Dopo questo infortunio, Marshall è tornato brevemente al Celtic, salvo poi chiedere la cessione per poi essere acquistato dal Norwich City, per 1 milione di sterline, il 4 luglio 2007. Le sue apparizioni pre-campionato sono state molto positive, in particolare quelle contro il Vitesse Arnhem e il West Ham.
Nella stagione 2007-2008 Marshall ha giocato tutte le partite stagionali e ha collezionato una lunga serie di buone prestazioni. A fine stagione è risultato il terzo miglior giocatore stagionale del Norwich City.

#### Cardiff City
Il 12 maggio 2009 è stato acquistato dal Cardiff City per 500.000 sterline. Nel Cardiff milita per 7 anni, raggiungendo anche una storica promozione in Premier League al termine della stagione 2012-2013.

#### Hull City
Il 30 agosto 2016 viene acquistato dall'Hull City.

#### Wigan e Derby County
L'8 luglio 2019 si accasa al Wigan. Nonostante abbia tenuto la porta inviolata per 15 volte in 38 presenze, non riesce a evitare la retrocessione del club, arrivata all'ultima giornata.
Il 21 agosto 2020 firma per il Derby County.

### Nazionale
Il 18 agosto 2004 ha debuttato in nazionale maggiore nell'amichevole persa 0-3 contro l'Ungheria. Dopo essere stato dietro ad Allan McGregor e Craig Gordon nelle gerarchie dei ct della Scozia, tra il 2013 e il 2016 si afferma come titolare degli scozzesi. Dopo questo periodo non gioca più per 3 anni con la selezione scozzese tornando in campo l'8 giugno 2019 nel successo per 2-1 contro Cipro. Da lì in poi diventa nuovamente la prima scelta tra i pali, arrivando anche a dare il suo contributo al raggiungimento di una storica qualificazione a Euro 2020 (gli scozzesi non disputavano un europeo dal 1996, mentre in assoluto l'ultima competizione da loro disputata sono stati i Mondiali di Francia '98) degli scozzesi risultando decisivo nei play-off di qualificazione in cui la Scozia ha incontrato Israele in semifinale e la Serbia in finale; entrambe le sfide sono state vinte dai britannici ai rigori, con Marshall che contro Israele ha neutralizzato il tiro di Eran Zahavi, mentre contro la Serbia ha parato il tiro di Aleksandar Mitrović.
Convocato per Euro 2020, è titolare della sua squadra, eliminata alla fase a gironi del torneo.
Il 7 giugno 2022 annuncia il proprio ritiro dalla nazionale maggiore.

## Statistiche

### Presenze e reti nei club
Statistiche aggiornate al 27 aprile 2024.
| Stagione            | Squadra             | Campionato          | Campionato | Campionato | Coppe nazionali | Coppe nazionali | Coppe nazionali | Coppe continentali | Coppe continentali | Coppe continentali | Altre coppe | Altre coppe | Altre coppe | Totale | Totale |
| Stagione            | Squadra             | Comp                | Pres       | Reti       | Comp            | Pres            | Reti            | Comp               | Pres               | Reti               | Comp        | Pres        | Reti        | Pres   | Reti   |
| ------------------- | ------------------- | ------------------- | ---------- | ---------- | --------------- | --------------- | --------------- | ------------------ | ------------------ | ------------------ | ----------- | ----------- | ----------- | ------ | ------ |
| 2002-2003           | Celtic              | PL                  | 0          | 0          | SC+CdL          | 1+0             | 0               | UCL+CU             | 0                  | 0                  | -           | -           | -           | 1      | 0      |
| 2003-2004           | Celtic              | PL                  | 10         | -12        | SC+CdL          | 2+1             | -2 + 0          | UCL+CU             | 0+4                | -3                 | -           | -           | -           | 17     | -17    |
| 2004-2005           | Celtic              | PL                  | 18         | -21        | SC+CdL          | 1+1             | -1 + -2         | UCL                | 5                  | -9                 | -           | -           | -           | 25     | -33    |
| 2005-2006           | Celtic              | PL                  | 4          | -7         | SC+CdL          | 0               | 0               | UCL                | 1                  | -5                 | -           | -           | -           | 5      | -12    |
| 2006-gen. 2007      | Celtic              | PL                  | 2          | -2         | SC+CdL          | 0               | 0               | UCL                | 0                  | 0                  | -           | -           | -           | 2      | -2     |
| Totale Celtic       | Totale Celtic       | Totale Celtic       | 34         | -42        |                 | 4+2             | -3 + -2         |                    | 10                 | -17                |             | -           | -           | 50     | -64    |
| gen.-giu. 2007      | Norwich City        | FLC                 | 2          | -2         | FACup+CdL       | 3+0             | -3 + 0          | -                  | -                  | -                  | -           | -           | -           | 5      | -5     |
| 2007-2008           | Norwich City        | FLC                 | 46         | -59        | FACup+CdL       | 2+3             | -3 + -4         | -                  | -                  | -                  | -           | -           | -           | 51     | -66    |
| 2008-2009           | Norwich City        | FLC                 | 46         | -70        | FACup+CdL       | 2+1             | -2 + -1         | -                  | -                  | -                  | -           | -           | -           | 49     | -73    |
| Totale Norwich City | Totale Norwich City | Totale Norwich City | 94         | -131       |                 | 7+4             | -8 + -5         |                    | -                  | -                  |             | -           | -           | 105    | -144   |
| 2009-2010           | Cardiff City        | FLC                 | 43+3       | -45 + -6   | FACup+CdL       | 4+0             | -7 + 0          | -                  | -                  | -                  | -           | -           | -           | 50     | -58    |
| 2010-2011           | Cardiff City        | FLC                 | 11         | -12        | FACup+CdL       | 1+0             | -1 + 0          | -                  | -                  | -                  | -           | -           | -           | 12     | -13    |
| 2011-2012           | Cardiff City        | FLC                 | 45+2       | -53 + -5   | FACup+CdL       | 0+1             | 0 + -2          | -                  | -                  | -                  | -           | -           | -           | 48     | -60    |
| 2012-2013           | Cardiff City        | FLC                 | 46         | -45        | FACup+CdL       | 0               | 0               | -                  | -                  | -                  | -           | -           | -           | 46     | -45    |
| 2013-2014           | Cardiff City        | PL                  | 37         | -73        | FACup+CdL       | 3+0             | -3 + 0          | -                  | -                  | -                  | -           | -           | -           | 40     | -76    |
| 2014-2015           | Cardiff City        | FLC                 | 38         | -47        | FACup+CdL       | 0               | 0               | -                  | -                  | -                  | -           | -           | -           | 38     | -47    |
| 2015-2016           | Cardiff City        | FLC                 | 40         | -43        | FACup+CdL       | 0               | 0               | -                  | -                  | -                  | -           | -           | -           | 40     | -43    |
| ago. 2016           | Cardiff City        | FLC                 | 4          | -5         | FACup+CdL       | 0               | 0               | -                  | -                  | -                  | -           | -           | -           | 4      | -5     |
| Totale Cardiff City | Totale Cardiff City | Totale Cardiff City | 264+5      | -323 + -11 |                 | 8+1             | -11 + -2        |                    | -                  | -                  |             | -           | -           | 278    | -347   |
| ago. 2016-2017      | Hull City           | PL                  | 16         | -44        | FACup+CdL       | 0+2             | 0 + -2          | -                  | -                  | -                  | -           | -           | -           | 18     | -46    |
| 2017-2018           | Hull City           | FLC                 | 2          | -4         | FACup+CdL       | 3+0             | -5 + 0          | -                  | -                  | -                  | -           | -           | -           | 5      | -9     |
| 2018-2019           | Hull City           | FLC                 | 43         | -60        | FACup+CdL       | 0+1             | 0 + -1          | -                  | -                  | -                  | -           | -           | -           | 44     | -61    |
| Totale Hull City    | Totale Hull City    | Totale Hull City    | 61         | -108       |                 | 3+3             | -5 + -3         |                    | -                  | -                  |             | -           | -           | 67     | -116   |
| 2019-2020           | Wigan               | FLC                 | 39         | -48        | FACup+CdL       | 1+0             | -2 + 0          | -                  | -                  | -                  | -           | -           | -           | 40     | -50    |
| 2020-2021           | Derby County        | FLC                 | 33         | -40        | FACup+CdL       | 0               | 0               | -                  | -                  | -                  | -           | -           | -           | 33     | -40    |
| 2021-gen. 2022      | Derby County        | FLC                 | 0          | 0          | FACup+CdL       | 0               | 0               | -                  | -                  | -                  | -           | -           | -           | 0      | 0      |
| Totale Derby County | Totale Derby County | Totale Derby County | 33         | -40        |                 | 0               | 0               |                    | -                  | -                  |             | -           | -           | 33     | -40    |
| gen.-giu. 2022      | QPR                 | FLC                 | 11         | -13        | FACup+CdL       | 1+0             | -2 + 0          | -                  | -                  | -                  | -           | -           | -           | 12     | -15    |
| 2022-2023           | Hibernian           | SP                  | 38         | -59        | SC+CdL          | 1+3             | -3 + -2         | -                  | -                  | -                  | -           | -           | -           | 42     | -64    |
| 2023-2024           | Hibernian           | SP                  | 33         | -48        | SC+CdL          | 3+3             | -3 + -4         | UECL               | 5                  | -13                | -           | -           | -           | 44     | -68    |
| Totale Hibernian    | Totale Hibernian    | Totale Hibernian    | 71         | -107       |                 | 4+6             | -6 + -6         |                    | 5                  | -13                |             | -           | -           | 86     | -132   |
| Totale carriera     | Totale carriera     | Totale carriera     | 608+5      | -812 + -11 |                 | 44              | -55             |                    | 14                 | -30                |             | -           | -           | 671    | -908   |

### Cronologia presenze e reti in Nazionale
| Cronologia completa delle presenze e delle reti in nazionale ― Scozia | Cronologia completa delle presenze e delle reti in nazionale ― Scozia | Cronologia completa delle presenze e delle reti in nazionale ― Scozia | Cronologia completa delle presenze e delle reti in nazionale ― Scozia | Cronologia completa delle presenze e delle reti in nazionale ― Scozia | Cronologia completa delle presenze e delle reti in nazionale ― Scozia | Cronologia completa delle presenze e delle reti in nazionale ― Scozia | Cronologia completa delle presenze e delle reti in nazionale ― Scozia |
| Data                                                                  | Città                                                                 | In casa                                                               | Risultato                                                             | Ospiti                                                                | Competizione                                                          | Reti                                                                  | Note                                                                  |
| --------------------------------------------------------------------- | --------------------------------------------------------------------- | --------------------------------------------------------------------- | --------------------------------------------------------------------- | --------------------------------------------------------------------- | --------------------------------------------------------------------- | --------------------------------------------------------------------- | --------------------------------------------------------------------- |
| 18-8-2004                                                             | Glasgow                                                               | Scozia                                                                | 0 – 3                                                                 | Ungheria                                                              | Amichevole                                                            | -3                                                                    |                                                                       |
| 17-11-2004                                                            | Edimburgo                                                             | Scozia                                                                | 1 – 4                                                                 | Svezia                                                                | Amichevole                                                            | -4                                                                    |                                                                       |
| 12-8-2009                                                             | Oslo                                                                  | Norvegia                                                              | 4 – 0                                                                 | Scozia                                                                | Qual. Mondiali 2010                                                   | -4                                                                    |                                                                       |
| 9-9-2009                                                              | Glasgow                                                               | Scozia                                                                | 0 – 1                                                                 | Paesi Bassi                                                           | Qual. Mondiali 2010                                                   | -1                                                                    |                                                                       |
| 14-11-2009                                                            | Cardiff                                                               | Galles                                                                | 3 – 0                                                                 | Scozia                                                                | Amichevole                                                            | -3                                                                    | 47’                                                                   |
| 26-3-2013                                                             | Novi Sad                                                              | Serbia                                                                | 2 – 0                                                                 | Scozia                                                                | Qual. Mondiali 2014                                                   | -2                                                                    |                                                                       |
| 6-9-2013                                                              | Glasgow                                                               | Scozia                                                                | 0 – 2                                                                 | Belgio                                                                | Qual. Mondiali 2014                                                   | -2                                                                    |                                                                       |
| 10-9-2013                                                             | Skopje                                                                | Macedonia                                                             | 1 – 2                                                                 | Scozia                                                                | Qual. Mondiali 2014                                                   | -                                                                     | 46’                                                                   |
| 15-11-2013                                                            | Glasgow                                                               | Scozia                                                                | 0 – 0                                                                 | Stati Uniti                                                           | Amichevole                                                            | -                                                                     |                                                                       |
| 19-11-2013                                                            | Molde                                                                 | Norvegia                                                              | 0 – 1                                                                 | Scozia                                                                | Amichevole                                                            | -                                                                     |                                                                       |
| 5-3-2014                                                              | Varsavia                                                              | Polonia                                                               | 0 – 1                                                                 | Scozia                                                                | Amichevole                                                            | -                                                                     |                                                                       |
| 7-9-2014                                                              | Dortmund                                                              | Germania                                                              | 2 – 1                                                                 | Scozia                                                                | Qual. Euro 2016                                                       | -2                                                                    |                                                                       |
| 11-10-2014                                                            | Glasgow                                                               | Scozia                                                                | 1 – 0                                                                 | Georgia                                                               | Qual. Euro 2016                                                       | -                                                                     |                                                                       |
| 14-10-2014                                                            | Varsavia                                                              | Polonia                                                               | 2 – 2                                                                 | Scozia                                                                | Qual. Euro 2016                                                       | -2                                                                    |                                                                       |
| 14-11-2014                                                            | Glasgow                                                               | Scozia                                                                | 1 – 0                                                                 | Irlanda                                                               | Qual. Euro 2016                                                       | -                                                                     |                                                                       |
| 18-11-2014                                                            | Glasgow                                                               | Scozia                                                                | 1 – 3                                                                 | Inghilterra                                                           | Amichevole                                                            | -1                                                                    | 46’                                                                   |
| 29-3-2015                                                             | Glasgow                                                               | Scozia                                                                | 6 – 1                                                                 | Gibilterra                                                            | Qual. Euro 2016                                                       | -1                                                                    |                                                                       |
| 5-6-2015                                                              | Edimburgo                                                             | Scozia                                                                | 1 – 0                                                                 | Qatar                                                                 | Amichevole                                                            | -                                                                     | 46’                                                                   |
| 13-6-2015                                                             | Dublino                                                               | Irlanda                                                               | 1 – 1                                                                 | Scozia                                                                | Qual. Euro 2016                                                       | -1                                                                    |                                                                       |
| 4-9-2015                                                              | Tbilisi                                                               | Georgia                                                               | 1 – 0                                                                 | Scozia                                                                | Qual. Euro 2016                                                       | -1                                                                    |                                                                       |
| 7-9-2015                                                              | Glasgow                                                               | Scozia                                                                | 2 – 3                                                                 | Germania                                                              | Qual. Euro 2016                                                       | -3                                                                    |                                                                       |
| 8-10-2015                                                             | Glasgow                                                               | Scozia                                                                | 2 – 2                                                                 | Polonia                                                               | Qual. Euro 2016                                                       | -2                                                                    |                                                                       |
| 29-5-2016                                                             | Ta' Qali                                                              | Italia                                                                | 1 – 0                                                                 | Scozia                                                                | Amichevole                                                            | -1                                                                    |                                                                       |
| 4-6-2016                                                              | Longeville-lès-Metz                                                   | Francia                                                               | 3 – 0                                                                 | Scozia                                                                | Amichevole                                                            | -3                                                                    |                                                                       |
| 4-9-2016                                                              | Ta' Qali                                                              | Malta                                                                 | 1 – 5                                                                 | Scozia                                                                | Qual. Mondiali 2018                                                   | -1                                                                    |                                                                       |
| 8-10-2016                                                             | Glasgow                                                               | Scozia                                                                | 1 – 1                                                                 | Lituania                                                              | Qual. Mondiali 2018                                                   | -1                                                                    |                                                                       |
| 11-10-2016                                                            | Trnava                                                                | Slovacchia                                                            | 3 – 0                                                                 | Scozia                                                                | Qual. Mondiali 2018                                                   | -3                                                                    |                                                                       |
| 8-6-2019                                                              | Glasgow                                                               | Scozia                                                                | 2 – 1                                                                 | Cipro                                                                 | Qual. Euro 2020                                                       | -1                                                                    |                                                                       |
| 11-6-2019                                                             | Bruxelles                                                             | Belgio                                                                | 3 – 0                                                                 | Scozia                                                                | Qual. Euro 2020                                                       | -3                                                                    |                                                                       |
| 6-9-2019                                                              | Glasgow                                                               | Scozia                                                                | 1 – 2                                                                 | Russia                                                                | Qual. Euro 2020                                                       | -2                                                                    |                                                                       |
| 9-9-2019                                                              | Glasgow                                                               | Scozia                                                                | 0 – 4                                                                 | Belgio                                                                | Qual. Euro 2020                                                       | -4                                                                    |                                                                       |
| 10-10-2019                                                            | Mosca                                                                 | Russia                                                                | 4 – 0                                                                 | Scozia                                                                | Qual. Euro 2020                                                       | -4                                                                    |                                                                       |
| 16-11-2019                                                            | Nicosia                                                               | Cipro                                                                 | 1 – 2                                                                 | Scozia                                                                | Qual. Euro 2020                                                       | -1                                                                    |                                                                       |
| 19-11-2019                                                            | Glasgow                                                               | Scozia                                                                | 3 – 1                                                                 | Kazakistan                                                            | Qual. Euro 2020                                                       | -1                                                                    |                                                                       |
| 4-9-2020                                                              | Glasgow                                                               | Scozia                                                                | 1 – 1                                                                 | Israele                                                               | UEFA Nations League 2020-2021 - 1º turno                              | -1                                                                    |                                                                       |
| 7-9-2020                                                              | Olomouc                                                               | Rep. Ceca                                                             | 1 – 2                                                                 | Scozia                                                                | UEFA Nations League 2020-2021 - 1º turno                              | -1                                                                    |                                                                       |
| 8-10-2020                                                             | Glasgow                                                               | Scozia                                                                | 0 – 0 dts (5 – 3 dtr)                                                 | Israele                                                               | Qual. Euro 2020                                                       | -                                                                     |                                                                       |
| 11-10-2020                                                            | Glasgow                                                               | Scozia                                                                | 1 – 0                                                                 | Slovacchia                                                            | UEFA Nations League 2020-2021 - 1º turno                              | -                                                                     |                                                                       |
| 14-10-2020                                                            | Glasgow                                                               | Scozia                                                                | 1 – 0                                                                 | Rep. Ceca                                                             | UEFA Nations League 2020-2021 - 1º turno                              | -                                                                     | 81’                                                                   |
| 12-11-2020                                                            | Belgrado                                                              | Serbia                                                                | 1 – 1 dts (4 – 5 dtr)                                                 | Scozia                                                                | Qual. Euro 2020                                                       | -1                                                                    |                                                                       |
| 18-11-2020                                                            | Netanya                                                               | Israele                                                               | 1 – 0                                                                 | Scozia                                                                | UEFA Nations League 2020-2021 - 1º turno                              | -1                                                                    |                                                                       |
| 25-3-2021                                                             | Glasgow                                                               | Scozia                                                                | 2 – 2                                                                 | Austria                                                               | Qual. Mondiali 2022                                                   | -2                                                                    |                                                                       |
| 28-3-2021                                                             | Tel Aviv                                                              | Israele                                                               | 1 – 1                                                                 | Scozia                                                                | Qual. Mondiali 2022                                                   | -1                                                                    |                                                                       |
| 6-6-2021                                                              | Lussemburgo                                                           | Lussemburgo                                                           | 0 – 1                                                                 | Scozia                                                                | Amichevole                                                            | -                                                                     |                                                                       |
| 14-6-2021                                                             | Glasgow                                                               | Scozia                                                                | 0 – 2                                                                 | Rep. Ceca                                                             | Euro 2020 - 1º turno                                                  | -2                                                                    |                                                                       |
| 18-6-2021                                                             | Londra                                                                | Inghilterra                                                           | 0 – 0                                                                 | Scozia                                                                | Euro 2020 - 1º turno                                                  | -                                                                     |                                                                       |
| 22-6-2021                                                             | Glasgow                                                               | Croazia                                                               | 3 – 1                                                                 | Scozia                                                                | Euro 2020 - 1º turno                                                  | -3                                                                    |                                                                       |
| Totale                                                                |                                                                       | Presenze                                                              | 47                                                                    |                                                                       | Reti                                                                  | -69                                                                   |                                                                       |

## Palmarès

### Club

#### Competizioni nazionali
- Campionato scozzese: 2

Celtic:2003-2004, 2005-2006
- Coppa di Scozia: 2

Celtic: 2003-2004, 2004-2005
- Coppa di Lega scozzese: 1

Celtic: 2005-2006
- Football League Championship: 1

Cardiff City: 2012-2013